# Мунтянас, Викторас
Ви́кторас Мунтя́нас (лит. Viktoras Muntianas; род. 11 ноября 1951, Мариямполе) — литовский политический деятель.

## Биография
Учился в Мариямпольской 3-й средней школе (1957—1968) и в Вильнюсском инженерно-строительном институте (ныне — Вильнюсский технический университет имени Гедиминаса; 1973—1978), по специальности — инженер-строитель. Работал младшим научным сотрудником в Научно-исследовательском институте строительства и архитектуры (1978—1979), затем мастером, прорабом, начальником стройки, главным инженером Каунасского строительного комбината (1979—1985).
В 1985—1987 годах учился в Вильнюсе в Высшей партийной школе. До 1989 года состоял членом КПСС.
В 1986—1990 годах — заместитель председателя исполкома Кедайняйского района, в 1990—1993 годах — управляющий Кедайняйским районом.
В 1994—1996 годах — управляющий кедайняйского филиала банка «Укё банкас» (лит. Ūkio bankas), затем до 1997 года — вице-президент концерна «Vikonda» (президент Виктор Успасских).
В 1997—2004 годах — член совета самоуправления Кедайняйского района и мэр самоуправления. С 2003 года — член Трудовой партии Литвы (лит. Darbo Partija), заместитель председателя партии.
На парламентских выборах 2004 года избран членом Сейма Литовской Республики. В Сейме стал заместителем председателя Сейма, членом Комитета по бюджету и финансам, Антикоррупционной комиссии. 13 апреля 2006 года избран председателем Сейма Литовской Республики. 1 апреля 2008 года ушёл в отставку с поста председателя Сейма из-за подозрений его в даче взятки.
Женат (жена — владелица овощеводческого предприятия), имеет 3 детей (две дочери и сын). Владеет русским и английским языками.